# Comuna Drăgești, Bihor
Drăgești (în maghiară: Drágcséke) este o comună în județul Bihor, Crișana, România, formată din satele Dicănești, Drăgești (reședința), Stracoș, Tășad și Topești.

## Demografie
Componența etnică a comunei Drăgești
     Români (58,64%)
     Romi (34,95%)
     Alte etnii (0,14%)
     Necunoscută (6,26%)
Componența confesională a comunei Drăgești
     Ortodocși (68,02%)
     Penticostali (20,22%)
     Baptiști (4,48%)
     Alte religii (0,84%)
     Necunoscută (6,44%)
Conform recensământului efectuat în 2021, populația comunei Drăgești se ridică la 2.858 de locuitori, în creștere față de recensământul anterior din 2011, când fuseseră înregistrați 2.586 de locuitori. Majoritatea locuitorilor sunt români (58,64%), cu o minoritate de romi (34,95%), iar pentru 6,26% nu se cunoaște apartenența etnică. Din punct de vedere confesional, majoritatea locuitorilor sunt ortodocși (68,02%), cu minorități de penticostali (20,22%) și baptiști (4,48%), iar pentru 6,44% nu se cunoaște apartenența confesională.

## Politică și administrație
Comuna Drăgești este administrată de un primar și un consiliu local compus din 11 consilieri. Primarul, Delia Farcaș[*], de la Partidul Național Liberal, este în funcție din octombrie 2020. Începând cu alegerile locale din 2024, consiliul local are următoarea componență pe partide politice:
|  | Partid                    | Consilieri | Componența Consiliului | Componența Consiliului | Componența Consiliului | Componența Consiliului | Componența Consiliului | Componența Consiliului | Componența Consiliului | Componența Consiliului | Componența Consiliului | Componența Consiliului |
|  | ------------------------- | ---------- | ---------------------- | ---------------------- | ---------------------- | ---------------------- | ---------------------- | ---------------------- | ---------------------- | ---------------------- | ---------------------- | ---------------------- |
|  | Partidul Național Liberal | 10         |                        |                        |                        |                        |                        |                        |                        |                        |                        |                        |
|  | Partidul Social Democrat  | 1          |                        |                        |                        |                        |                        |                        |                        |                        |                        |                        |

## Atracții turistice
- Rezervația naturală paleontologică „Calcarele tortoniene de la Tășad” (0,40 ha)
- Așezarea fortificată dacică „Cetățeaua”, de la Tășad